# Intiman
För andra betydelser, se Intima teatern.

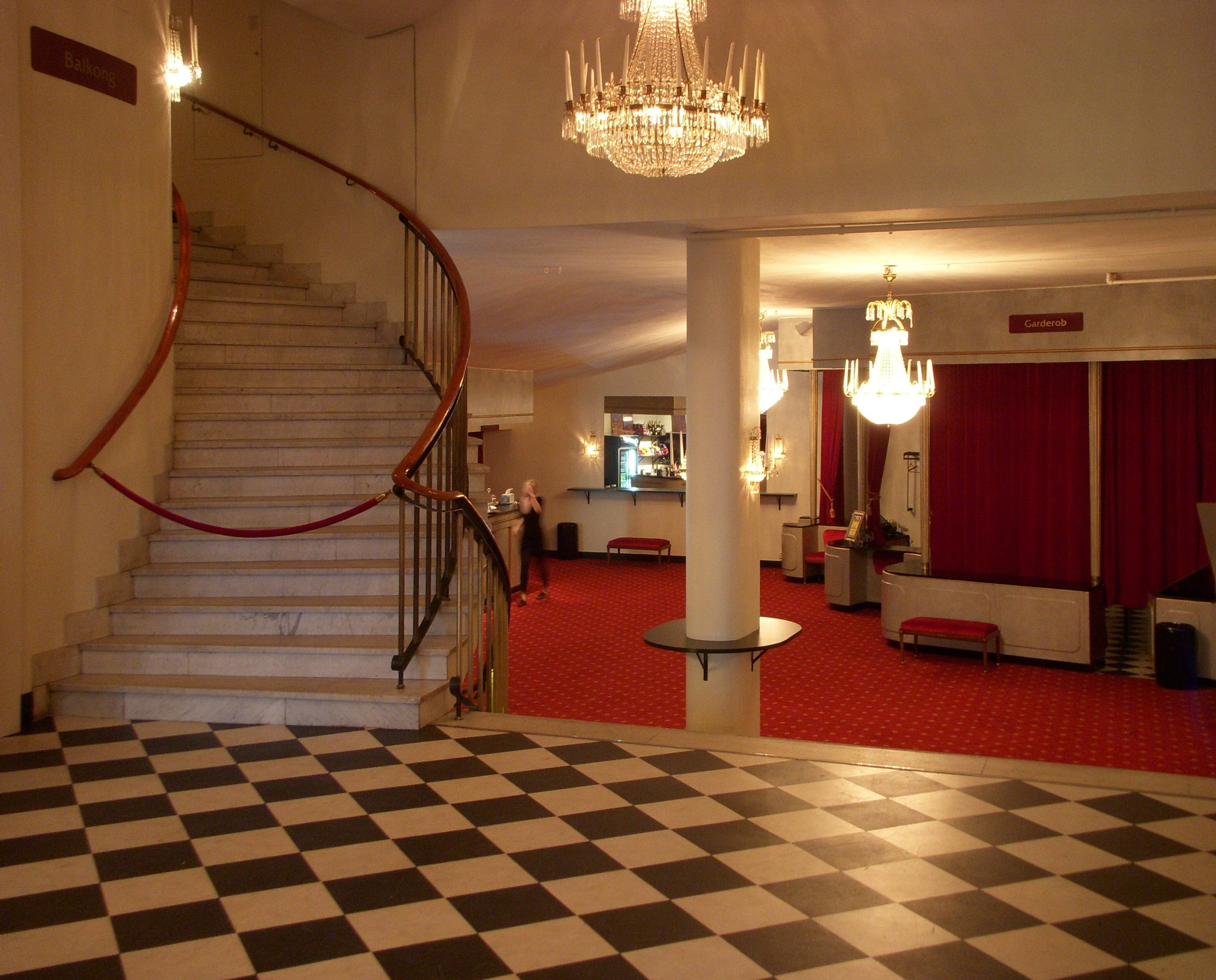
Wallmans Intiman, foajén, 2011.

Intiman (egentligen Intima Teatern), tidigare Wallmans Intiman, är en privatteater belägen vid Odenplan i Stockholm. Teatern invigdes 1950 av Lorens Marmstedt samt Alf Jörgensen och övertogs 1966 av Sandrews. 1997 blev Hasse Wallman teaterchef för Intiman, och teatern fick i samband med det namnet Wallmans Intiman. 2010 köptes Wallmanskoncernen av 2Entertain som återinförde det ursprungliga namnet.
Teatern rymmer 584 åskådare, varav 400 är på parkett.
Intiman har blivit etablerad som en underhållningsteater. Komedier och revyer har ofta stått på repertoaren. Många stora skådespelare har framträtt på teater, inklusive Sven Lindberg, Eva Henning, Hasse Ekman, Sigge Fürst, Maj-Britt Nilsson, Nils Poppe, Gunn Wållgren,  Martin Ljung, Eva Rydberg, Birgitta Andersson, Jarl Kulle, Bert-Åke Varg, Per Grundén, Gunilla Åkesson, Gösta Bernhard, Carl-Gustaf Lindstedt, Inga Gill, Olof Thunberg, Pernilla Wahlgren, Ewa Roos, Hans Lindgren, Regina Lund, Richard Carlsohn, Meg Westergren och Jonas Gardell.

## Uppsättningar på Intiman

### Lorens Marmstedts och Alf Jörgensens regim
| År   | Produktion                                            | Upphovsmän                                                                           | Regi                    | Noter |
| ---- | ----------------------------------------------------- | ------------------------------------------------------------------------------------ | ----------------------- | --- |
| 1950 | Tolvskillingsoperan Die Dreigroschenoper              | Bertolt Brecht och Kurt Weill Översättning Curt Berg                                 | Ingmar Bergman          | Premiär 17 oktober 1950 Lars Egge, Anders Ek, Hjördis Petterson, Gertrud Fridh, Edvin Adolphson, Ulf Johanson, Ann-Mari Wiman, Eva Dahlbeck, Birger Malmsten, Georg Skarstedt, Ragnar Falck, Alf Östlund, Wiktor ”Kulörten” Andersson, Rune Andréasson, Gösta Prüzelius, Folke Hamrin, Lars-Erik Liedholm, John Melin, Emy Storm, Teeri Stenhammar, Julie Bernby, Gita Gordeladze, Astrid Lindgren Kapellmästare Stig Rybrant, Scenografi Eric Söderberg |
| 1950 | En skugga Medea                                       | Hjalmar Bergman Jean Anouilh                                                         | Ingmar Bergman          | Premiär 28 december 1950 Lars Egge, Ann-Mari Wiman, Hjördis Petterson, Birger Malmsten, Ulf Johanson, Julie Bernby, Teeri Stenhammar, Marie-Louise Martins, Gösta Prüzelius, Lars-Erik Liedholm, Gertrud Fridh, Anders Ek, Märta Arbin |
| 1951 | Drömflickan Dream girl                                | Elmer Rice                                                                           | Hasse Ekman             | Premiär 2 februari 1951 Eva Henning, Hjördis Petterson, Gösta Prüzelius, Lars Egge, Bibi Lindquist, Ulf Johanson, Ann-Mari Wiman, Hanny Schedin, Hasse Ekman, Gabriel Rosén, Ragnar Arvedson, Barbro Larsson, Gita Gordeladze, John Melin, Fylgia Zadig |
| 1951 | Ta hand om Amelie Occupe-toi d'Amelie                 | Georges Feydeau                                                                      | Hjördis Petterson       | Premiär 5 oktober 1951 Gunnar Björnstrand, Gertrud Fridh, Ragnar Arvedson, Ulf Johanson, Maj-Lis Lüning, Lars Egge, Åke Fridell, Artur Cederborgh, Ann-Mari Wiman, Gösta Prüzelius, John Melin, Göte Fyhring |
| 1951 | Resande utan bagage Le Voyageur sans bagage           | Jean Anouilh                                                                         | Hasse Ekman             | Premiär 22 november 1951 Anders Ek, Ulf Johanson, Hjördis Petterson, Gunnar Björnstrand, Gertrud Fridh, Märta Arbin, Lars Egge, Gösta Prüzelius, Ann-Mari Wiman, Per Bolme, Thorleif Cederstrand, Artur Cederborgh |
| 1952 | Lunchrasten                                           | Herbert Grevenius                                                                    | Henrik Dyfverman        | Premiär 11 januari 1952 Märta Dorff, Eva Henning, Hjördis Petterson, Carl-Henrik Fant, Gunnar Björnstrand, Bengt Sundmark, Leo Myhrán, Bengt Brunskog, Artur Cederborgh, Ingrid Borthen, Katarina Ravelius, Monica Weinzierl, Inger Juel, John Melin, Hanny Schedin, Lars Egge, Einar Hylander, Gösta Prüzelius, Wiktor ”Kulörten” Andersson, Anders Ek                                                                                                  |
| 1952 | Höfeber Hay Fever                                     | Noël Coward                                                                          | Per Gerhard             | Premiär 4 april 1952 Hjördis Petterson, Georg Rydeberg, Ulla Zetterberg, Carl-Henrik Fant, Ingrid Borthen, Karl-Arne Holmsten, Inga Gill, Gösta Prüzelius, Hanny Schedin |
| 1952 | Fullmåne                                              | Hasse Ekman                                                                          | Hasse Ekman             | Premiär 4 september 1952 Hanny Schedin, Gösta Prüzelius, Tollie Zellman, Stig Olin, Georg Rydeberg, Britta Holmberg, Hasse Ekman, Eva Henning |
| 1953 | Slå nollan till polisen Dial M for Murder             | Frederick Knott                                                                      | Hasse Ekman             | Premiär 20 februari 1953 Gunnel Broström, Bengt Blomgren, Hasse Ekman, Sigge Fürst, Nils Kihlberg, Harriet Hedenmo |
| 1953 | Den förstenade skogen The Petrified Forest            | Robert E. Sherwood                                                                   | Hasse Ekman             | Premiär 10 september 1953 John Norrman, Gösta Prüzelius, Hans-Eric Stenborg, Olle Teimert, Sigge Fürst, Eva Henning, Hanny Schedin, Hasse Ekman, Lennart Engquist, Arthur Fischer, Barbro Hiort af Ornäs, Bengt Lundkvist, Nils Kihlberg, Erik Strandmark, Ragnar Sörman, Tom Walter, Mauritz Strömbom, Per Appelberg, Claes Esphagen |
| 1954 | Hjärtats dårar The Curious Savage                     | John Patrick                                                                         | Eva Sköld               | Premiär 1 januari 1954 Sven Lindberg, Ann-Marie Gyllenspetz, Elsa Prawitz, Lars Ekborg, Marianne Nielsen, Sigge Fürst, Sten Hedlund, Ingrid Lothigius, Alice Eklund, Kerstin Wibom, Gösta Prüzelius |
| 1954 | Vår törstiga by Chuckeyhead story                     | Paul Vincent Carroll                                                                 | Hasse Ekman             | Premiär 24 april 1954 Ragnar Arvedson, John Norrman, Eivor Landström, Sören Alm, Lars Ekborg, Sven Lindberg, Berndt Westerberg, Carl Olof Ek, Gertrud Fridh, Gull Natorp, Marianne Nielsen, Börje Nyberg, Ragnar Sörman, Sten Looström, Leo Myhrán, Els-Mari Sundin, Gerda Landgren |
| 1954 | Thehuset Augustimånen The Teahouse of the August Moon | John Patrick                                                                         | Stig Olin               | Premiär 14 september 1954 Sven Lindberg, Carl-Olof Ek, Håkan Westergren, Herman Ahlsell, Helga Brofeldt, Brita Ejemoh, Ingo, Uwe, Evelyn, Wo Wang, John Cheng Shiang, Hans Sackemark, Lin Yi Zu, Wang Hong Fang, Ragnar Sörman, Chow Kou Ya, Manne Grünberger, Mona Geijer-Falkner, Clay Shü, Karl-Arne Holmsten, Börje Nyberg, Sigge Fürst, Willy Peters, Thea Tarius                                                                                   |
| 1956 | Min man har komplex Le Complexe de Philémon           | Jean Bernard-Luc                                                                     | Sture Lagerwall         | Premiär 23 maj 1956 Sven Lindberg, Yvonne Lombard, Olof Thunberg, Ivar Wahlgren, Helga Brofeldt, Marianne Nielsen, Birgit Kronström, Elsa Prawitz, Birgitta Andersson |
| 1956 | Anne Franks dagbok The Diary of Anne Frank            | Frances Goodrich och Albert Hackett                                                  | Olof Molander           | Premiär 26 oktober 1956 Hans Strååt, Isa Quensel, Harriet Andersson, Sissi Kaiser, Sigge Fürst, Märta Dorff, Bo Samuelson, Bengt Blomgren, Gunnar Olsson, Ellika Mann 89 föreställningar |
| 1957 | Ninotchka                                             | Marc-Gilbert Sauvajon Baserad på manus av Melchior Lengyel, Översättning Sven Stolpe | Sven Lindberg           | Premiär 6 februari 1957 Yvonne Lombard, Gunnar Björnstrand, Sigge Fürst, Allan Edvall, Gunnar Olsson, Isa Quensel, Curt Masreliez, Ulla Wikander, René Grün, Inger Åhman, Ulla Edin, Bo Samuelson Scenografi Harald Garmland |
| 1957 | Markisinnan The Marquise                              | Noël Coward                                                                          | Gösta Folke             | Premiär 25 april 1957 Agneta Prytz, Ulf Johanson, Meg Westergren, Curt Masreliez, Svenerik Perzon, Sören Alm, Gunnar Olsson, Olof Thunberg, Kerstin Dunér |
| 1957 | Gigi                                                  | Vicki Baum                                                                           | Eva Sköld               | Premiär 5 september 1957 Ulla Jacobsson, Katie Rolfsen, Hanny Schedin, Meta Velander, Ingvar Kjellson, Inga Gill, Gunnar Nielsen Kostym Mago |
| 1957 | Domaren                                               | Vilhelm Moberg                                                                       | Per-Axel Branner        | Premiär 27 december 1957 Erik Berglund, Gunnar Sjöberg, Ingvar Kjellson, Inga Landgré, Sigge Fürst, Claes Thelander, Meta Velander, Hans Strååt Scenografi Harald Garmland |
| 1958 | Arsenik och gamla spetsar Arsenic and Old Lace        | Joseph Kesselring                                                                    | Olof Thunberg           | Premiär 14 april 1958 Isa Quensel, Agneta Prytz, Ingvar Kjellson, Sigge Fürst, Olof Thunberg, Elsa Prawitz, Manne Grünberger, Roland Wilén, Percy Brandt, Gösta Borg, Claes Esphagen, Henry Lundqvist, Gordon Löwenadler Scenografi Harald Garmland |
| 1958 | Levande ljus Bei Kerzenlicht                          | Siegfried Geyer                                                                      | Olof Thunberg           | Premiär 15 september 1958 Max Hansen, Lena Granhagen, Ingemar Pallin, Gösta Prüzelius, Sissi Kaiser, Birgitta Andersson, Claes Esphagen, Hugo Wandel |
| 1959 | Ägget L'Œuf                                           | Félicien Marceau                                                                     | Åke Falck               | Premiär 4 februari 1959 Olof Thunberg, Gösta Prüzelius, Gordon Löwenadler, Tom Olsson, Lena Granhagen, Fylgia Zadig, Gertrud Danielson, Maud Elfsiö, Fritiof Billquist, Hanny Schedin, Börje Nyberg, Claes Esphagen, Inger Juel, Curt Masreliez, John Norrman, Elsa Prawitz |
| 1959 | Här dansar Charleys Tant Where's Charley?             | Frank Loesser och George Abbott                                                      | Albert Gaubier          | Premiär 22 september 1959 Kostym Mago |
| 1960 | Tolv edsvurna män 12 Angry Men                        | Reginald Rose                                                                        | Hasse Ekman             | Premiär 12 oktober 1960 Hasse Ekman, Sigge Fürst, Karl-Arne Holmsten, Nils Hallberg, John Norrman, Manne Grünberger, Gösta Krantz, Bo Samuelson, Sten Gester, Segol Mann, Gösta Borg, Claes Esphagen, Henry Lundqvist Scenografi Gunnar Lindblad |
| 1961 | Det är aldrig för sent It's never too late            | Felicity Douglas                                                                     | Åke Falck               | Premiär 2 mars 1961 Isa Quensel, Karl-Arne Holmsten, Märta Arbin, Maude Adelson, Sture Ström, Mona Dan-Bergman, Lauritz Falk, Tage Severin, Inger Juel, Adéle Bellroth, Gunnar Ahl, Claes Esphagen, Henry Lundqvist, Sigge Fürst, Britta Holmberg, Olle Björklund |
| 1961 | Gungstolen                                            | Hasse Ekman                                                                          | Hasse Ekman             | Premiär 10 november 1961 Alice Eklund, Sickan Carlsson, John Norrman, Hasse Ekman, Karl-Arne Holmsten, Maude Adelson, Claes Esphagen, Sven Lindberg Kostym Mago |
| 1963 | Se men inte höra                                      | Peter Shaffer                                                                        | Hasse Ekman Gösta Ekman | Premiär 9 november 1963 Gösta Ekman, Rolf Bengtsson, Birgitta Andersson, Sven Lindberg, Olof Thunberg |
| 1964 | Apoteket Sparven                                      | Hasse Ekman                                                                          | Hasse Ekman             | Premiär 11 september 1964 Sven Lindberg, Olof Thunberg, Julia Caesar, Maude Adelson, Katie Rolfsen Scenografi Olle Olsson Hagalund, Kostym Mago |
| 1965 | Karusell                                              | Alex Brinchmann                                                                      | Stig Olin               | Premiär 14 september 1965 Karl-Arne Holmsten, Maj-Britt Nilsson, Sven Lindberg, Lena Söderblom, Hans Wahlgren, Inger Juel, Birgitta Molin, Ittla Frodi, Claes Esphagen |

### Sandrews regim
| År   | Produktion                                     | Upphovsmän                                               | Regi                           | Noter |
| ---- | ---------------------------------------------- | -------------------------------------------------------- | ------------------------------ | --- |
| 1966 | Omaka par The Odd Couple                       | Neil Simon Översättning Torsten Ehrenmark                | Stig Ossian Eriksson           | Premiär 15 september 1966 Jan Malmsjö, Carl-Gustaf Lindstedt, Curt Masreliez, Nils Eklund, Gunnar Nielsen, Sten Ardenstam, Lena Brundin, Helena Reuterblad |
| 1967 | En flicka på gaffeln There's a Girl in My Soup | Terence Frisby                                           | Yngve Gamlin                   | Premiär 15 september 1967 |
| 1968 | Black Comedy                                   | Peter Shaffer Översättning Lennart Lagerwall             | Hasse Ekman                    | Premiär 18 september 1968 Jan Malmsjö, Tina Möller, Siv Ericks, Nils Eklund, Lars Lind, Christina Schollin, Jan Blomberg, Sten Ardenstam Scenografi Yngve Gamlin, Kostym Gertie Lindgren |
| 1969 | En gång till, Sam! Play It Again, Sam          | Woody Allen                                              | Stig Olin                      | Premiär 17 september 1969 Sven Lindberg, Meg Westergren, Margareta Sjödin, Nils Eklund, Sture Ström, Mona Seilitz, Yvonne Elgstrand, Gunilla Iwanson, Monica Stenbeck, Beatrice Järås, Elisabett Gustafson, Iréne Wolter                                                                                                   |
| 1970 | Planket                                        | Bengt Ahlfors                                            | Bengt Ahlfors                  | Premiär 5 maj 1970 Lisa Bergström, Nils Brandt, Roland Hedlund, Lasse Pöysti, Elina Salo, Asko Sarkola, Birgitta Ulfsson, Gustav Wiklund, Pehr-Olof Sirén Gästspel från Lilla teatern, Helsingfors |
| 1970 | Sången om fågelskrämman                        | Peter Weiss                                              | Ralf Långbacka                 | Premiär 9 juni 1970 Lisa Bergström, Nils Brandt, Roland Hedlund, Lasse Pöysti, Elina Salo, Asko Sarkola, Birgitta Ulfsson, Gustav Wiklund, Pehr-Olof Sirén Gästspel från Lilla teatern, Helsingfors |
| 1970 | Inte just nu, älskling Not Now, Darling        | Ray Cooney och John Chapman                              | Hasse Ekman                    | Premiär 11 september 1970 Stig Grybe, Christina Schollin, Lars Lind, Meg Westergren, Lena Brundin, Åke Lindström, Fillie Lyckow, Gunnar Lindkvist, Elisabeth Grönqvist, Pär Ericson, Suzanne Hovinder Scenografi Yngve Gamlin, Kostym Per Lekang                                                                           |
| 1971 | Upp i smöret Band Wagon                        | Terence Frisby                                           | Isa Quensel                    | Premiär 13 mars 1971 Birgitta Andersson, Gunn Wållgren, Lena Brundin, Fillie Lyckow, Arne Källerud, Stig Grybe, Pär Ericson, Lars Lind, Fredrik Ohlsson, Åke Lindström, Gunnar Lindkvist, Anne Nord, Tosse Bark, Ulf Håkan Jansson, Nils Tivelius Scenografi: Jan Tschivtschis, Kostym: Gertie Lindgren                    |
| 1972 | Jeppe på berget Jeppe paa Bierget              | Ludvig Holberg                                           | Hans Bergström                 | Gösta Bernhard, Isa Quensel, Solgärd Kjellgren, Kurt Emke, Hans Lindgren, Per Olof Eriksson, Gösta Krantz, Mats Olin, Gregor Dahlman, Solveig Karlsson, Gunnar Knas Lindkvist, Rune Hallberg, Gunnar Blanck, Berit Kullander, Sven-Olof Hultgren, Bibi Carlo                                                               |
| 1973 | Can Can                                        | Abe Burrows och Cole Porter                              |                                | Ulla Sallert, Lars Amble, Kurt Emke, Beatrice Järås, Norma Ahlquist, Annelie Alexandersson, Margareta Kempe, Kerstin Ljunglöf, Susie Sulocki, Ulla-Britta Wetterholm, Lisbeth Zachrisson, Kerstin Östberg, Per Olof Eriksson, Hans Lindgren, Jarl Borssén, Gunnar Ernblad, Anita Jodelsohn, Marga Pettersson, Li Bergström |
| 1973 | Kom till Casino                                | Stig Bergendorff och Gösta Bernhard                      | Stig Bergendorff Mille Schmidt | Anna Sundqvist, Norma Ahlquist, Annelie Alexandersson, Bibi Carlo, Susie Sulocki, Eva Jansson, Madelen Johansson, Gösta Bernhard, Carl-Gustaf Lindstedt, Gunnar Knas Lindkvist, Gus Dahlström, Gösta Krantz |
| 1975 | Nya Casinorevyn                                | Stig Bergendorff och Gösta Bernhard                      | Gösta Bernhard Mille Schmidt   | Anna Sundqvist, Norma Ahlquist, Annelie Alexandersson, Susie Sulocki, Bibi Carlo, Hedy Bengtson, Ulla-Britta Wetterholm, Gösta Bernhard, Carl-Gustaf Lindstedt, Gunnar Knas Lindkvist, Gus Dahlström, Gösta Krantz, Bert Bellman, Reimers Ekberg, Sven Johnn                                                               |
| 1976 | Samma tid nästa år Same Time, Next Year        | Bernard Slade                                            | Per Gerhard                    | Kostym Mago |
| 1977 | Bluffmakarna                                   | Stig Bergendorff och Gösta Bernhard                      |                                | Eva Bysing, Norma Ahlquist, Anne-Lie Egnell, Susie Sulocki, Bibi Carlo, Hedy Bengtson, Ulla-Britta Wetterholm, Ulla Nordin, Carl-Gustaf Lindstedt, Gösta Bernhard, Gunnar Knas Lindkvist, Gus Dahlström, Gösta Krantz, Bert Bellman, Reimers Ekberg, Sven Johnn                                                            |
| 1980 | Tant Gröns revy                                | Stig Bergendorff och Gösta Bernhard                      |                                | Carl-Gustaf Lindstedt, Gösta Bernhard, Stig Bergendorff, Gus Dahlström, Gunnar Knas Lindkvist, Gösta Krantz, Norma Ahlquist, Susie Sulocki, Hedy Bengtson, Ulla-Britta Wetterholm |
| 1980 | Sex damer i leken                              | Peter Flack, Birgitta Götestam och Sven Olov Stalfelt    | Birgitta Götestam              | Peter Flack, Inga Gill, Lisbeth Zachrisson, Annalisa Ericson, Lillemor Ohlson, Eva Bysing, Anna Sundqvist Kostym Mago |
| 1981 | Memories of Music                              |                                                          |                                | |
| 1983 | Carl-Gustafs Nöjesmaskin                       |                                                          |                                | |
| 1986 | Cyklar                                         | Claes Eriksson, Knut Agnred                              | En som heter Okvin             | Galenskaparna och After Shave |
| 1986 | The show must go home                          | Yngvar Numme och Benny Borg                              | Yngvar Numme                   | Grethe Kausland, Benny Borg, Dizzie Tunes, Yngvar Numme, Tor Erik Gunstrøm |
| 1987 | Zarah                                          | Evabritt Strandberg, Stefan Ostrowski och Olle Ljungberg | Olle Ljungberg                 | Premiär 19 september 1987 Evabritt Strandberg, Lars-Erik Berenett, Dan Ekborg, Charlott Strandberg, Katrin Sundberg, Stephan Ahlquist, Anders Albén, Olle Ingeson, Thomas Larson, Björn Wikström Scenografi och kostym Mago                                                                                                |
| 1989 | Skrattverket, revy                             |                                                          | Mille Schmidt                  | Premiär 10 mars 1989 Ewa Roos, Bert-Åke Varg, Eva Bysing |
| 1989 | Hur andra älskar How The Other Half Loves      | Alan Ayckbourn                                           | Olof Thunberg                  | |
| 1990 | Skrattverket, revy                             |                                                          | Mille Schmidt                  | Premiär 20 februari 1990 Suzanne Reuter, Carl-Gustaf Lindstedt, Bert-Åke Varg, Eva Bysing |
| 1990 | Dizzie Tunes festsprall                        |                                                          | Yngvar Numme                   | Dizzie Tunes, Grethe Kausland, Benny Borg, Hege Schøyen, Jon Skolmen |
| 1991 | Stålar Loot                                    | Joe Orton                                                | Peter Dalle                    | Premiär 26 september 1991 Nils Eklund, Pia Johansson, Krister Henriksson, Johan Ulveson, Göran Engman, Peter Ericson Scenografi Bengt Peters |
| 1992 | Blodsbröder Blood Brothers                     | Willy Russell                                            |                                | Premiär 25 september 1992 Evabritt Strandberg, Claes Malmberg, Richard Carlsohn, Thomas Ellerås, Malin Berghagen, Birgitte Söndergaard |
| 1993 | En finstämd kväll med Jonas Gardell            |                                                          |                                | |
| 1994 | Cabaret                                        | John Kander, Fred Ebb och Joe Masteroff                  | Lars-Erik Liedholm             | Petra Nielsen, Karl Dyall, Inga Gill, Olof Thunberg, Anna Sundqvist, Per Arvidsson, Per Graffman, Sussie Eriksson, Annika Hansson, Divina Sarkany, Caroline Sjölund, Linda Söderholm Koreografi Babis Harall, Kostym Mago                                                                                                  |
| 1995 | Dizzie och damerna                             |                                                          |                                | |
| 1996 | Solskenspojkarna The Sunshine Boys             | Neil Simon                                               | Hans Klinga                    | Hans Alfredson, Gunnar Hellström, Jan Mybrand, Michaela Dornonville de la Cour, Stefan Hugo, Meg Westergren, Johan Ulveson Scenografi: Hans Alfredson, Kostym: Inger Elvira Pehrsson |
| 1996 | Blå ängeln Professor Unrat                     | Heinrich Mann                                            |                                | |

### Hasse Wallmans regim
| År   | Produktion                                                                                      | Upphovsmän | Regi                      | Noter |
| ---- | ----------------------------------------------------------------------------------------------- | --- | ------------------------- | --- |
| 1997 | Spanska flugan Die spanische Fliege                                                             | Franz Arnold och Ernst Bach | Thomas Ryberger           | Hans Lindgren, Birgitte Söndergaard, Lizette Pålsson, Johan Schildt, Pernilla Wahlgren, Anna Norberg, Ulf Larsson, Per Eggers, Maud Adams, Gösta Krantz, Reuben Sallmander, Lottie Ejebrant Kostym: Lars-Åke Wilhelmsson                                                                              |
| 1999 | Charleys tant Charley's Aunt                                                                    | Brandon Thomas Översättning Sven Hugo Persson                                                                                       | Thomas Ryberger           | Premiär 22 januari 1999 Ulf Larsson, Reuben Sallmander, Figge Norling, Pernilla Wahlgren, Lizette Pålsson, Per Eggers, Pontus Gustafsson, Meg Westergren, Hans Lindgren, Mari Forsman Scenografi Philipsson & Franck, Kostym Lars-Åke Wilhelmsson                                                     |
| 2000 | Lorden från gränden Me and My Girl                                                              | L. Arthur Rose och Noel Gay | Thomas Ryberger           | Premiär 29 september 2000 Ola Forssmed, Hanna Hedlund, Ewa Roos, Bert-Åke Varg, Ulf Larsson, Thomas Hedengran, Anna Carlsson, Pontus Gustafsson, Karin Bjurström, Ulf Eklund, Hans Lindgren, Anette Friberg, Kjell Edström, Mattias Carlsson Kostym Lars-Åke Wilhelmsson, Koreografi Roine Söderlundh |
| 2001 | Arnbergs korsettfabrik Der Keusche Lebemann                                                     | Franz Arnold och Ernst Bach |                           | Premiär 26 december 2001 Linus Wahlgren, Eva Rydberg, Mia Poppe, Ewa Roos, Niclas Wahlgren |
| 2003 | Hur man lyckas i business utan att bli utbränd How to Succeed in Business Without Really Trying | Frank Loesser, Abe Burrows, Jack Weinstock, Willie Gilbert Översättning och bearbetning Thomas Ryberger, Anders Albien, Jan Radesjö | Peter Björk Anders Albien | Premiär 29 januari 2003 Kim Sulocki, Ulf Brunnberg, Anne-Sophie Elwin, Nanne Grönvall, Jakob Stadell, Micke Dubois, Hanna Hedlund, Ewa Roos, Fredrik Dolk Koreografi Karl Dyall, Scenografi Philipson & Frank, Kostym Lars-Åke Wilhelmsson                                                            |
| 2004 | Schlageryra i folkparken                                                                        | Adde Malmberg, Johan Schildt och Robert Sjöholm                                                                                     | Adde Malmberg             | Premiär 20 september 2004 Eva Rydberg, Ewa Roos, Fredrik Dolk, Sanna Ekman, Lasse Brandeby, Birgitta Johansson, Andreas Andersson, Johannes Brost Koreografi Karl Dyall, Scenografi Ingemar Wiberg |
| 2005 | Stulen kärlek                                                                                   | Krister Claesson |                           | Premiär 20 september 2005 Mikael Riesebeck, Ulf Dohlsten, Annika Andersson, Thomas Hedengran, Laila Westersund |
| 2006 | Sweet Charity                                                                                   | Neil Simon, Cy Coleman och Dorothy Fields                                                                                           | Peter Björk               | Premiär 9 februari 2006 Nanne Grönwall, Grynet Molvig, Kim Sulocki, Rafael Edholm, Tine Matulessy, Elisabeth Edgren, Lena Engman, Elin Rubensson, Lars Säfsund, Tomas Ahlgren, David Dalmo, Victor Molino, Urban Haglund, Jennie Larsson, Lisa Börjesson, Vera Prada Kostym Lars-Åke Wilhelmsson      |
| 2007 | Den stora premiären                                                                             | Åke Cato och Mikael Neumann | Adde Malmberg             | Premiär 28 september 2007 Eva Rydberg, Ola Forssmed, Kim Sulocki, Ing-Marie Carlsson, Johannes Brost, Birgitta Rydberg, Mia Poppe, Kalle Rydberg, Åsa Birath, Christer Söderlund |

### 2entertains regim
| År   | Produktion                                             | Upphovsmän                                                                                                 | Regi                   | Noter |
| ---- | ------------------------------------------------------ | --- | ---------------------- | --- |
| 2012 | Treater The Norman Conquests                           | Alan Ayckbourn Översättning Göran O. Eriksson                                                              | Emma Bucht             | Premiär 24 mars 2012 Vanna Rosenberg, Maria Kulle, Johan Rheborg, Johan Ulveson, Erik Johansson, Josephine Bornebusch Scenografi Zofi Nilsson |
| 2014 | R.E.A. 15 år                                           | | Hans Marklund          | |
| 2014 | Vi på Saltkråkan                                       | Astrid Lindgren                                                                                            | Kålle Gunnarsson       | |
| 2015 | Svarte Orm Black Adder                                 | Anders Albien, Richard Curtis, Rowan Atkinson, Ben Elton                                                   | Anders Albien          | |
| 2015 | Morsning och goodbye                                   | Magnus Härenstam                                                                                           | Anders Aldgård         | |
| 2015 | Pippi Långstrump                                       | Astrid Lindgren                                                                                            | Kålle Gunnarsson       | Premiär 18 december 2015 |
| 2016 | Charleys tant Charley's Aunt                           | Brandon Thomas                                                                                             | Anders Aldgård         | Premiär 21 januari 2016 Jan Malmsjö, Claes Malmberg, Ewa Roos, Anders Hatlo, Johan Ringström, Henning Ledstam, Cecilia Dovrell, Ellen Lindström, Nina Hammarklev, Caroline Jörnsved, Terese Ewaldsson, Rebecka Andreasson |
| 2016 | Körberg & Dalle på Intiman, show                       | Peter Dalle                                                                                                |                        | Premiär 24 september 2016 Tommy Körberg, Peter Dalle |
| 2016 | Balettgala – Det bästa av Tjajkovskij                  | |                        | Premiär 10 oktober 2016 Gästspel av Moskvabaletten |
| 2016 | Tobbe Trollkarl – En gaaaaaalen show för hela familjen | |                        | Premiär 22 oktober 2016 Tobbe Trollkarl |
| 2016 | Grottmannen                                            | |                        | Premiär 23 november 2016 Robert Samuelsson |
| 2016 | En dans på rosor                                       | |                        | Premiär 10 december 2016 Tobias Karlsson Gästspel av Move Your Feet |
| 2016 | Madicken på Junibacken                                 | Astrid Lindgren                                                                                            |                        | Premiär 18 december 2016 |
| 2018 | Sound of Music                                         | Richard Rodgers, Oscar Hammerstein II, Howard Lindsay och Russel Crouse Översättning Erik Fägerborn        | Kålle Gunnarsson       | Premiär 9 februari 2018 Sara Axelsson, Pierre Hagman, Jessica Stendahl, Johnny Johansson, Robin Rösehag, Hélène Lindahl, Kristian Ståhlgren, Fredrik Vahlgren, Pernilla Karlsson, Ann Alinder, Hanna Holmgren, Johanna Håkansson, Hélène Lindahl, Ebba Mård Andersson, Linnéa Tannergren, Simon Petersson, Gustav Gälsing, Isak Gummesson, Oskar Norgren, Jonna Bergström, Mira Hoffman Fröling, Mio Tibblin, Nils Boyer, Polly Nilsson, Elma Norberg, Ella Tellqvist, Meleah Myhrberg, Kimberly Rydberg, Lilja Ollinen |
| 2019 | Mr. Morfar Afinn                                       | Bjarni Haukur Thorsson Översättning Ylva Hellerud                                                          | Bjarni Haukur Thorsson | Premiär 23 januari 2019 Allan Svensson Scenografi Finnur Arnar, Ljud Frank Hall, Ljus Bjarni Haukur Thorsson |
| 2021 | Annie                                                  | Thomas Meehan och Charles Strouse Översättning Beppe Wolgers                                               | Kålle Gunnarsson       | Premiär 3 oktober 2021 Juliette Glader, Kimberly Rydberg, Jeanette Capocci, Pernilla Karlsson, Kristian Ståhlgren, Elin Bemark, Sara Englund Caling, Simon B. Tibblin, Julia Henricsson, Oskar Norgren, Meleah Myhrberg, Viva Östervall Lyngbrant, Erik Källsäter, Erik Norgren, Fabienne Glader, Andrea Waernqvist, Olle af Klercker, Maja Söderström, Kiana Blanckert, Benjamin Östberg, Bella Edberg, Ludvig Ryman, Emma Karlsson, Hélène Lindahl, Emil Henrohn, Simon Petersson, Andreas Andersson, Emelie Junegren, Oskar Norgren Kapellmästare Jonatan Bengtsson, Manfred Hulebo, Koreografi Daniel Larsson och Emil Söder, Kostym Caroline Eriksson |
| 2022 | Sviten                                                 | Denise Rudberg och Mikaela Bley Ombearbetning för scen Carl Johan Karlson, Eva-Maria Dahlin och Lisa Ohlin | Lisa Ohlin             | Premiär 29 september 2022 Peshang Rad, Leonard Terfelt, Richard Ulfsäter, Niklas Engdahl, Simon Mezher, Cecilia von der Esch, Maria Nohra, Felice Jankell, Oscar Wallgren, Tilda Ohlin Scenografi Annika Tosti, Kostymdesign Maggie Chinchilla |
| 2023 | Trollkarlen från Oz The Wonderful Wizard of Oz         | L. Frank Baum, Harold Arlen och E.Y. Harburg Översättning Ola Hörling                                      | Kålle Gunnarsson       | Premiär 10 februari 2023 Kiana Blanckert, Amanda Andersson, Ludvig Ryman, Erik Frisberg, Oskar Norgren, Emma Karlsson, Liv Sundblad m.fl. Koreografi Emil Söder, Musikaliskt ansvarig Ann Alinder, Kapellmästare Jonatan Bengtsson, Kostym Caroline Eriksson |
| 2025 | Dear Evan Hansen                                       | Steven Levenson, Benj Pasek och Justin Paul Översättning Markus Virta                                      | Markus Virta           | Premiär 23 januari 2025 Martin Stokke Mathiesen, Clara Henry, Joel Adolphson, Sussie Eriksson, Kristian Grundberg, Peter Eggers, Anna-Maria Hallgarn, Alma Bengtsson, Kristina Lindgren, Ebba Mård Andersson, Carl Sohlberg Musikaliskt ansvarig Nils-Petter Ankarblom, Scenograf Marcus Englesson, Kostymdesign Maria Felldin |